# Louis De Geer (1854-1935)
 For alternative betydninger, se Louis De Geer. (Se også artikler, som begynder med Louis De Geer)
Gerhard Louis De Geer af Finspång (27. november 1854 – 25. februar 1935) var en svensk friherre, embedsmand og liberalistisk politiker, der var Sveriges statsminister fra 1920 til 1921. Han var søn af Louis De Geer.